# Colonial and Indian Exhibition 1886

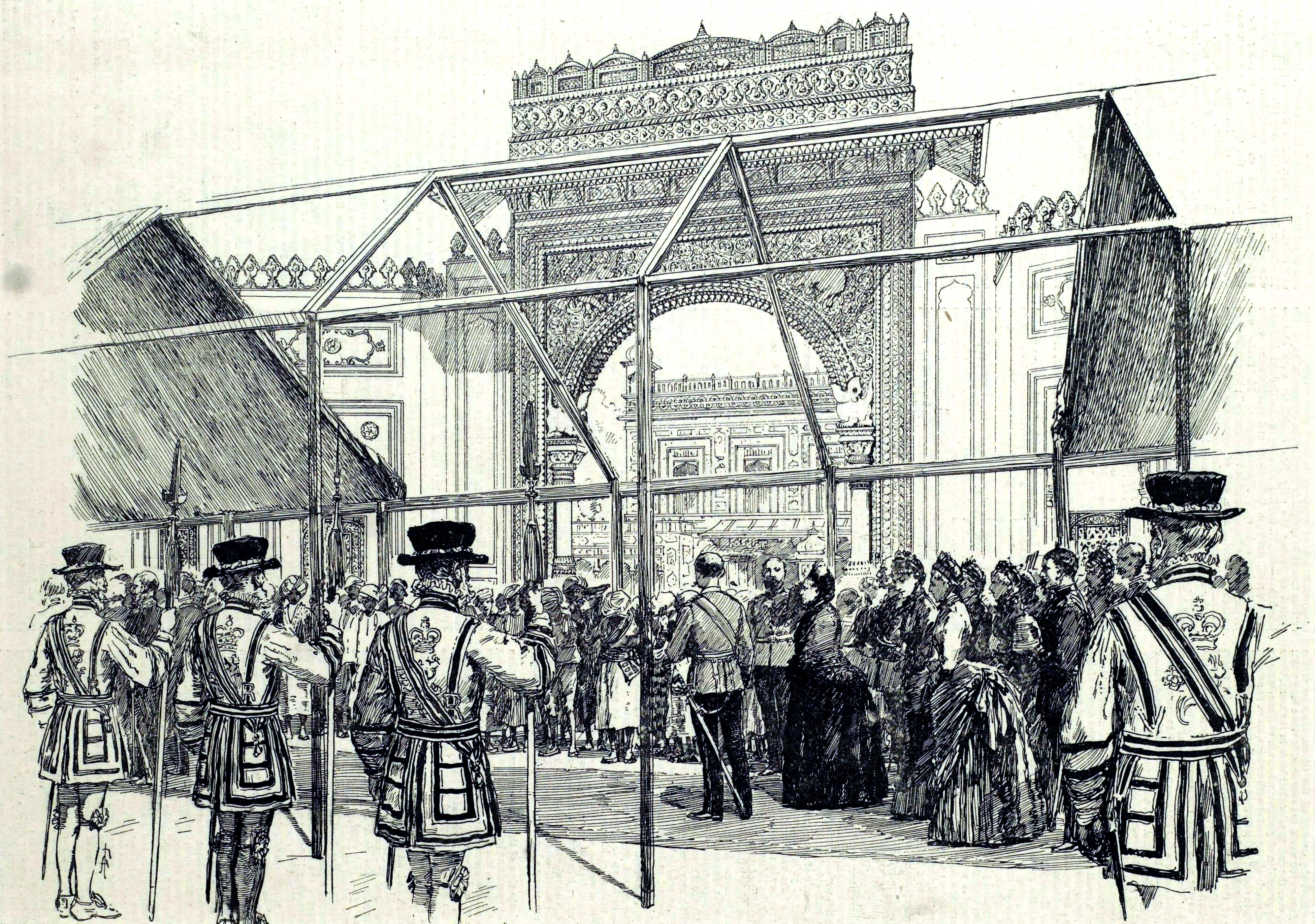
Drottningen öppnar koloniala och indiska utställningen: Procession som passerar huvudingången till Indian Palace", The Illustrated London News, maj 1886.

The Colonial and Indian Exhibition var en världsutställning 1886 i South Kensington, i London, England. Utställningen var inriktad på föremål och annat från kolonierna i bland annat Amerika, Afrika och Asien och syftade till att (med den dåvarande prinsen av Wales ord) "stimulera handeln och stärka de föreningsband som nu finns i varje del av hennes majestäts imperium". Utställningen öppnades av drottning Victoria, och när den stängdes hade den haft 5,5 miljoner besökare. Utställningen var inrymd i en samling specialuppförda byggnader utformade i indisk stil.

## Utställningar
År 1886 var avsikten att brittiska imperiets band skulle stärkas av den koloniala och indiska utställningen. I Nya Zeeland fanns ett förslag om att montrarna skulle vara gjorda av inhemska träslag. En fernery inkluderades i New Zealand Court och en visning av fryst fårkött representerade den växande jordbruksindustrin. En pātaka (magasin), som ursprungligen ristades på 1850-talet dominerade den stora maorisamlingen som satts ihop av naturforskaren Walter Buller tillsammans med graven för en Ngati Pikiao-hövding. En serie maoriporträtt av Gottfried Lindauer, inom ett etnologiskt sammanhang, visades också. I en annan byggnad bestod konstsektionen av över hundra målningar, mestadels av Nya Zeelands landskap. Bland dem var The Haunt of the Moa, a Scene in a Puriri Forest (1885) av konstnären Kennett Watkins.
Utställningar som visades inkluderar ett ceremoniellt svärd från kolonin Lagos, en gräshoppsmällare från Straits Settlements och Albert Bierstadts målning av Bahamaöarna After A Norther visades i det västindiska galleriet och beundrades av prinsen av Wales.

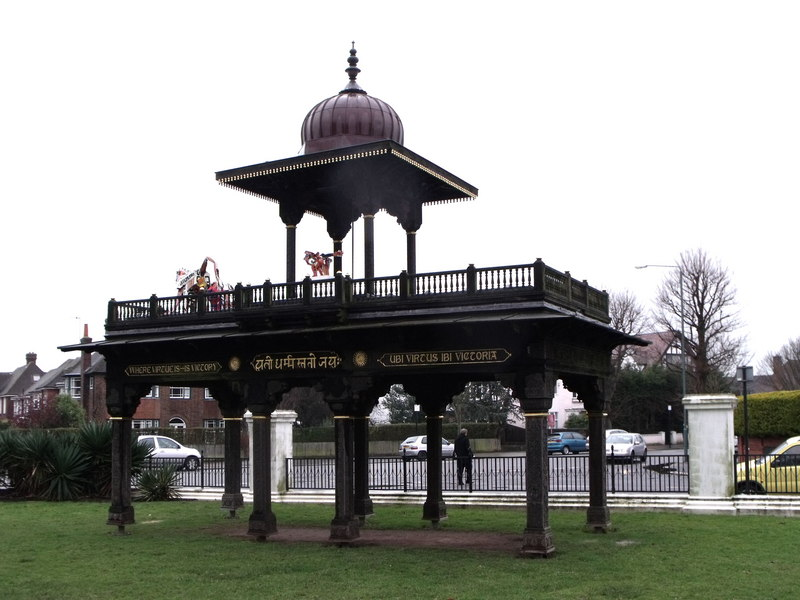
Jaipurporten uppfördes för utställningen och står nu utanför Hove Museum i Hove.

Den indiska konstsektionen delades upp i olika områden som representerade de olika furstestaterna. Rajputana-ingången var en stor Jaipur-port konstruerad av och tillhandahållen av dåvarande Maharaja av Jaipur. Gwalior-porten som hade visats på Calcutta International Exhibition (1883) lånades ut av Victoria and Albert Museum.
Flera dussin indiska hantverkare var närvarande på utställningen och visade processen för att tillverka sina hantverk. Männen ska ha kommit från ett fängelse i Agra, och historiker har beskrivit deras närvaro som en del av ett försök från koloniala tjänstemän i Indien att visa hur de genomförde ett långsiktigt projekt för att "reformera de kriminella kasterna".

## Eftermäle
Jaipur-porten som byggdes för utställningen renoverades 2004 och visas på Hove Museum and Art Gallery.
Durbar Hall som ställs ut på utställningen visas på Hastings Museum and Art Gallery.